# NGC 5620
NGC 5620 is een elliptisch sterrenstelsel in het sterrenbeeld Kleine Beer. Het hemelobject werd op 3 april 1785 ontdekt door de Duits-Britse astronoom William Herschel.

## Synoniemen
- MCG 12-14-2
- ZWG 337.10
- PGC 51356